# Spondylurus magnacruzae
Spondylurus magnacruzae — вид сцинкоподібних ящірок родини сцинкових (Scincidae). Ендемік Американських Віргінських Островів. Описаний у 2012 році.

## Поширення і екологія
Spondylurus magnacruzae мешкають на острові Санта-Крус та на сусідньому острівці Грін-Кей. Вони живуть в сухих чагарникових заростях. Є живородними. 

## Збереження
МСОП класифікує цей вид як такий, що перебуває на межі зникнення, однак імовірно вимерлого. На острові Санта-Крус Spondylurus magnacruzae вимерли у 19 столітті, на острові Грін-Кей вид спостерігався у 1964 і 2000 роках. Причиною зникнення цього виду є хижацтво з боку інтродукованих мангустів і щурів.